# Andrena runcinatae
Andrena runcinatae är en biart som beskrevs av Cockerell 1906. Andrena runcinatae ingår i släktet sandbin, och familjen grävbin. Inga underarter finns listade i Catalogue of Life.